# Kremlin Cup 1997
La Kremlin Cup 1997 è stato un torneo di tennis giocato sul cemento indoor. È stata l'8ª edizione del torneo maschile che fa parte della categoria World Series nell'ambito dell'ATP Tour 1997 e la seconda del torneo femminile che fa parte della categoria Tier I nell'ambito del WTA Tour 1997. Il torneo si è giocato allo Stadio Olimpico di Mosca, in Russia, dal 27 ottobre al 9 novembre 1997.

## Campioni

### Singolare maschile
Evgenij Kafel'nikov ha battuto in finale  Petr Korda con il punteggio di 7–6(2), 6–4.

### Singolare femminile
Jana Novotná ha battuto in finale  Ai Sugiyama con il punteggio di 6–3, 6–4.

### Doppio maschile
Martin Damm /  Cyril Suk hanno battuto in finale  David Adams /  Fabrice Santoro con il punteggio di 6–4, 6–3.

### Doppio femminile
Arantxa Sánchez Vicario /  Nataša Zvereva hanno vinto in finale per ritiro della coppia   Yayuk Basuki /  Caroline Vis sul punteggio di 5–3(5).